# شروق الشمس: قصة بشريين (فلم)
شروق الشمس: قصة بشريين (بالإنجليزية: Sunrise: A Song of Two Humans) هو فيلم صامت تم إنتاجه في الولايات المتحدة وصدر في سنة 1927.

## بطولة
- جانيت جاينور

### ترشيحات وجوائز
| السنة | الحدث | الفئة             | النتيجة  |
| ----- | ----- | ----------------- | -------- |
|       |       | أوسكار أحسن ممثلة | فـــــوز |

## وصلات خارجية
- شروق الشمس: قصة بشريين على موقع IMDb (الإنجليزية)
- شروق الشمس: قصة بشريين على موقع ميتاكريتيك (الإنجليزية)
- شروق الشمس: قصة بشريين على موقع الموسوعة البريطانية (الإنجليزية)
- شروق الشمس: قصة بشريين على موقع روتن توميتوز (الإنجليزية)
- شروق الشمس: قصة بشريين على موقع نتفليكس (الإنجليزية)
- شروق الشمس: قصة بشريين على موقع ألو سيني (الفرنسية)
- شروق الشمس: قصة بشريين على موقع Turner Classic Movies (الإنجليزية)
- شروق الشمس: قصة بشريين على موقع أول موفي (الإنجليزية)
- شروق الشمس: قصة بشريين على موقع فيلمافينيتي (الإسبانية)
- شروق الشمس: قصة بشريين على موقع قاعدة بيانات الأفلام السويدية (السويدية)